# Lucien Delmas
Pour les articles homonymes, voir Delmas.
Lucien Delmas est un homme politique français né le 19 juin 1931 en Dordogne, à Terrasson et mort le 5 février 1988 à Bordeaux (Gironde). Il est secrétaire général de la mairie de Terrasson.

## Ancien mandat national
Lucien Delmas est élu sénateur de la Dordogne le 28 septembre 1980. Il décède en fonctions le 5 février 1988. 
Roger Roudier le remplace à ce poste pour le reste de la mandature.

## Anciens mandats locaux
- 1967-1988 Maire de La Dornac[1]
- 1979-1988 Conseiller régional d'Aquitaine [1]

### Sources
- Anciens sénateurs de le Ve République (Lucien Delmas)